# Comuna Cumpăna, Constanța
Cumpăna este o comună în județul Constanța, Dobrogea, România, formată din satele Cumpăna (reședința) și Straja.
este o comună în județul Constanța, Dobrogea, România, formată din satele Cumpăna (reședința) și Straja.
Localitatea a primit indicatorul de sat european pentru Centrul Comunitar Sfânta Maria: grădinița cu program normal și prelungit, Școala de Balet, Muzeul Satului, Telecentru și un Centru de Formare și Perfecționare Profesională.

## Demografie
Componența etnică a comunei Cumpăna
     Români (81,89%)
     Turci (2,57%)
     Romi (2,17%)
     Alte etnii (1,33%)
     Necunoscută (12,03%)
Componența confesională a comunei Cumpăna
     Ortodocși (78,25%)
     Musulmani (5,81%)
     Penticostali (1,36%)
     Alte religii (1,47%)
     Necunoscută (13,11%)
Conform recensământului efectuat în 2021, populația comunei Cumpăna se ridică la 14.757 de locuitori, în creștere față de recensământul anterior din 2011, când fuseseră înregistrați 12.333 de locuitori. Majoritatea locuitorilor sunt români (81,89%), cu minorități de turci (2,57%) și romi (2,17%), iar pentru 12,03% nu se cunoaște apartenența etnică. Din punct de vedere confesional, majoritatea locuitorilor sunt ortodocși (78,25%), cu minorități de musulmani (5,81%) și penticostali (1,36%), iar pentru 13,11% nu se cunoaște apartenența confesională.

## Politică și administrație
Comuna Cumpăna este administrată de un primar și un consiliu local compus din 17 consilieri. Primarul, Mariana Gâju[*], de la Partidul Social Democrat, este în funcție din 2000. Începând cu alegerile locale din 2024, consiliul local are următoarea componență pe partide politice:
|  | Partid                          | Consilieri | Componența Consiliului | Componența Consiliului | Componența Consiliului | Componența Consiliului | Componența Consiliului | Componența Consiliului | Componența Consiliului | Componența Consiliului | Componența Consiliului | Componența Consiliului |
|  | ------------------------------- | ---------- | ---------------------- | ---------------------- | ---------------------- | ---------------------- | ---------------------- | ---------------------- | ---------------------- | ---------------------- | ---------------------- | ---------------------- |
|  | Partidul Social Democrat        | 10         |                        |                        |                        |                        |                        |                        |                        |                        |                        |                        |
|  | Alianța pentru Unirea Românilor | 3          |                        |                        |                        |                        |                        |                        |                        |                        |                        |                        |
|  | Partidul Național Liberal       | 2          |                        |                        |                        |                        |                        |                        |                        |                        |                        |                        |
|  | Uniunea Salvați România         | 2          |                        |                        |                        |                        |                        |                        |                        |                        |                        |                        |

## Personalități născute aici
- Marcel Toader (1963 - 2019), rugbist.